# 666 (album)
Pour les articles homonymes, voir 666 (homonymie).
Albums de Aphrodite's Child
It's Five O'Clock
(1968)
Singles
1. Break
Sortie : 1972

666 est un double album concept du groupe de rock progressif grec Aphrodite's Child sorti en 1972. C’est leur troisième et dernier puisque le groupe s'est séparé avant même sa parution. La musique est composée par Vangelis et les textes grecs sont de Yannis Tsarouchis, ceux en anglais sont de Costas Ferris. Cet album est l'adaptation musicale de l'Apocalypse de Saint-Jean, le titre faisant référence au nombre de la Bête (chapitre 13, verset 18).
Les titres contenus sur cette œuvre sont assez différents les uns des autres, que ce soit par leur durée que par leur style. Certains titres frisent le psychédélisme alors que d'autres sonnent hard rock.
À sa sortie, l'album est censuré dans certains pays, entre autres pour ses références au satanisme. À l'intérieur de la pochette, on peut lire : « This work was recorded under the influence of “Sahlep” » (« Cet album a été enregistré sous l'influence du “Sahlep” »), phrase qui, elle aussi, sème la controverse ; le terme « Sahlep » désigne en fait une boisson inoffensive.
La performance vocale d'Irène Papas sur Infinity (∞) est aussi à l'origine de la censure de l'album dans certains pays. L'actrice y interprète un orgasme féminin sur fond de percussions.
Le saxophoniste Michel Ripoche (1954-2024), également membre du groupe progressif français Zoo entre 1969 et 1972, participe au saxophone ténor sur Babylon et Hic and Nunc. 
Les frictions entre les membres du groupe, déjà présentes avant la création de l'album, empirent au fur et à mesure que l'enregistrement avance. Le groupe se disloque peu avant sa sortie, en 1972. Vangelis termine alors seul le mixage final de l'album et fait le nécessaire pour le sortir, avant de se diriger vers une carrière solo.

## Liste des titres

### Premier disque

#### Face 1
1. The System
2. Babylon
3. Loud, Loud, Loud
4. The Four Horsemen
5. The Lamb
6. The Seventh Seal

#### Face 2
1. Aegian Sea
2. Seven Bowls
3. The Wakening Beast
4. Lament
5. The Marching Beast
6. The Battle of the Locusts
7. Do It
8. Tribulation
9. The Beast
10. Ofis

### Deuxième disque

#### Face 3
1. Seven Trumpets
2. Altamont
3. The Wedding of the Lamb
4. The Capture of the Beast
5. Hic and Nunc

#### Face 4
1. All the Seats were Occupied
2. Break

## Personnel

### Aphrodite's Child
- Vangelis Papathanassiou : orgue, piano, flûte, basse, percussions, vibraphone, chœurs sur Lament, The Beast et Break
- Silver Koulouris : guitares, percussions
- Demis Roussos : basse, guitare, trompette, chant sur The Four Horsemen, Babylon, Lament et Hic and Nunc, chœurs
- Lucas Sideras : batterie, chant sur The Beast et Break, chœurs

### Personnel additionnel
- Harris Halkitis : basse, saxophone ténor, congas, percussions, chœurs
- Michel Ripoche : saxophone ténor sur Babylon et Hic and Nunc, trombone
- John Forst : narration anglophone
- Daniel Koplowitz : narration sur Loud, Loud, Loud
- Costas Ferris : textes anglophones
- Yannis Tsarouchis : narration grecque sur Ofis
- Irène Papas : voix sur ∞

### Production
- Vangelis : production, arrangements
- Roger Roche : ingénieur
- Jean-Claude Conan : assistant ingénieur